# Caiazzo (metrostation)
Caiazzo is een metrostation in de Italiaanse stad Milaan dat werd geopend op 27 september 1969 en wordt bediend door lijn 2 van de metro van Milaan.

## Geschiedenis
Het station is geopend als westelijk eindpunt van lijn 2 en bleef dat tot 27 april 1970 toen ook het metrostation Centrale FS gereed was. De werkplaats met depot van de Milanese metro werd gebouwd bij Precotto met toeritten vanaf lijn 1. Om materieel uit te wisselen met andere lijnen werden verbindingstunnels tussen de lijnen gebouwd. De verbindingstunnel tussen lijn 1 en lijn 2 ligt tussen Pasteur en Caiazzo. Lijn 2 gebruikte aanvankelijk hetzelfde materieel als lijn 1 dat via de verbindingstunnel werd aan en afgevoerd. De instroom van eigen materieel tussen 1969 en 1971 betekende dat de metrostellen voor 1500 V= eveneens via de verbindingstunnel naar de werkplaats moesten. Pas op 4 december 1972 was de werkplaats bij Gorgonzola gedeeltelijk beschikbaar voor de metro waarmee de uitwisseling niet meer nodig was. De opening van lijn 3 in mei 1990 betekende wederom een uitwisseling van materieel, nu via de verbindingstunnel tussen Caiazzo en Repubblica aan de westkant van het station. In december 1990 werd het eigen depot van lijn 3 opgeleverd waarmee ook hier geen reguliere uitwisseling meer is. In 2008 werd het station, als voorbeeld van hedendaagse architectuur en vormgeving, samen met Amendola op de monumentenlijst geplaatst. De opening van lijn 5 betekende een herniewde uitwisseling, het MAAB materieel van lijn 5 wordt tussen Garibaldi FS en de werkplaats in Precotto via Caiazzo uitgewisseld zolang lijn 5 niet over een eigen werkplaats beschikt.       

## Ligging en inrichting
Het station ligt onder de Viale Andrea Doria vlak ten westen van het Piazza Caiazzo. Het station is gebouwd naar het standaarontwerp voor de “gemeentelijke” (lijn 1 & 2) metrostations in Milaan. De verdeelhal is met toegangs(rol)trappen aan weerszijden van de Viale Andrea Doria op de hoeken van het plein verbonden met de straat. Achter de toegangspoortjes verdelen de vertrekkers zich aan het einde van de hal over de perrons voor de gewenste rijrichting. De uitstappers komen met (rol)trappen uit aan de randen van de verdeelhal. Zowel aan de west als de oostkant van de perrons liggen dubbelsporige verbindingstunnels naar de andere grootprofiellijnen waarmee Caiazzo een spil in het net vormt.